# سكوبي دو
سكوبي دو (بالإنكليزية:Scooby-Doo) هو مسلسل كرتوني بدا أنتاجه منذ عام 1969 وما زال يستمر عرضه حتى وقتنا الحاضر .
النسخة الأصلية للمسلسل بعنوان "سكوبي دو أين أنت- !Scooby-Doo, Where Are You" من إنتاج "هانا-باربيرا" "Hanna-Barbera " .

## أبطال وشخصيات المسلسل
الكلب المحبب : سكوبي دو "Scooby-Doo".
صديقه الوفي : شاغي "Norville "Shaggy" Rogers".
فريدي "Fred "Freddie" Jones" .
دافني "Daphne Blake" .
فيلما "Velma Dinkley" .
تقوم المجموعة بجولة حول العالم بسيارتهم الفان التي أطلق عليها اسم "آلة الغموض" "Mystery Machine" ويقوموا في كل حلقة بحل لغز بوليسي غامض بملاحقة الاشباح والوحوش والقوى الخرقة للطبيعة، حيث تقوم الشخصيات من فريدي ودافني وفيلما بجمع الحقائق وربط خيوط اللغز، وفي النهاية يقوم شاغي وسكوبي دو بكشف ملابسات اللغز بطريق الصدفة نتيجة هروبهم في كل مرة بدافع الخوف، أواللحاق بوجبة طعام شهية، ويقدمون تفسير منطقي للأحداث التي تمر بهم.
بث المسلسل الكرتوني تلفزيونياً من عام 1969 وحتى عام 1976 في محطة CBS ، ثم أنتقل البث إلى محطة ABC حتى عام 1986 .
السلسلة الحديثة للمسلسل تبث على شبكة The CW تحت عنوان "Shaggy & Scooby-Doo Get a Clue!" .
تم ادخال شخصيات جديدة ضمن بعض المواسم مثل شخصية "سكوبي دم" "Scooby-Dum" وهو ابن عم سكوبي دو، وشخصية "سكرابي دو" "Scrappy-Doo" ابن أخ سكوبي دو مع المحافظة على الشخصيات الأساسية .

## تحويل المسلسل الكرتوني إلى فيلم بشخصيات حقيقية

بوستر الفيلم

قامت شركة وارنر بروس "Warner Bros" بإنتاج فيلم عام 2002م من شخصيات حقيقة للأبطال الأربعة وشخصية سكوبي دو كشخصية انيميشن على الكمبيوتر، وقام بالأدوار :
فريدي برينز "Freddie Prinze, Jr.," بشخصية فريدي .
سارة ميشيل غالير "Sarah Michelle Gellar " بشخصية دافني .
ليندا كارديلاين "Linda Cardellini" بشخصية فيلما .
ماثيو ليلارد "Matthew Lillard" بشخصية شاغي .
وقد حقق الفيلم ايرادات بقيمة 130 مليون دولار في شباك تذاكر سينما أمريكا .
ثم تم إنتاج الجزء الثاني للفيلم في العام 2004م وحقق ايرادات وصلت حتى 85 مليون دولار .

## قائمة المسلاسات التلفزيونية
| تسلسل | العنوان                                   | الفترة       | الشبكة التلفزيونية                              | # عدد الحلقات | # عدد المواسم |
| ----- | ----------------------------------------- | ------------ | ----------------------------------------------- | ------------- | ------------- |
| 1     | !Scooby-Doo, Where Are You                | 1969–1972    | سي بي إس                                        | 25            | 2             |
| 2     | The New Scooby-Doo Movies                 | 1972–1974    | CBS                                             | 24            | 2             |
| 3     | سكوبي دو ‏ 1                               | 1976–1979    | هيئة الإذاعة الأمريكية                          | 40            | 3             |
| 4     | Scooby-Doo and Scrappy-Doo ‏               | 1979–1980    | ABC                                             | 16            | 1             |
| 5     | Scooby-Doo and Scrappy-Doo ‏ 2             | 1980–1983    | ABC                                             | 33            | 3             |
| 6     | The All-New Scooby and Scrappy-Doo Show 3 | 1983–1985    | ABC                                             | 26            | 2             |
| 7     | The 13 Ghosts of Scooby-Doo               | 1985–1986    | ABC                                             | 13            | 1             |
| 8     | جرو اسمه سكوبي دو                         | 1988–1991    | ABC                                             | 29            | 3             |
| 9     | مغامرات سكوبي دو                          | 2002–2006    | كيدز دابليو بي on the WB                        | 42            | 3             |
| 10    | Shaggy & Scooby-Doo Get a Clue!           | 2006–present | كيدز دابليو بي on the شبكة سي دبليو التلفزيونية | 26            | 2             |

## الشخصيات التي قامت بأداء الأصوات للمسلسل "الدوبلاج
| - سكوبي دو - دون ميسيك (1969–1997) - سكوت إينز (1998–2001) - نيل فاننج (2002 & 2004 live-action films) - فرانك ويلكر (2002–present) - شاغي روجرز - كايسي قاسم (1969–1997, 2002-–) - بيلي ويست (1998–1999) - سكوت إينز (2000–2001) - سكوت مينفاللي ‏ (2006–) - ماثيو ليلارد (live actor in the 2002 & 2004 live-action films) - فريد جونز "فريدي" - فرانك ويلكر (1969–1984; 1998–present) - Carl Stevens (جرو اسمه سكوبي دو, 1988–1991) - فريدي برينز جونيور (live actor in the 2002 & 2004 live-action films) - دافني بلاك - Indira Stefanianna Christopherson (1969–1970) - هيثر نورث (1970–1985, 2003) - كيلي مارتن (A Pup Named Scooby-Doo, 1988–1991) - ماري بيرغمان (1998–2000) - غراي ديلايل (2001–present) - سارة ميشيل غيلار (live actor in the 2002 & 2004 live-action films) | - فيلما دينكلي - نيكول جافي (1969–1974, 2003) - بات ستيفنز (1976–1979) - Marla Frumkin (1979–1980, 1984) - Christina Lange (A Pup Named Scooby-Doo, 1988–1991) - بي. جاي وارد (1998–2001) - ميندي كوهن (2002–present) - ليندا إدنا كاردليني (live actor in the 2002 & 2004 live-action films) |